# Arrojamento

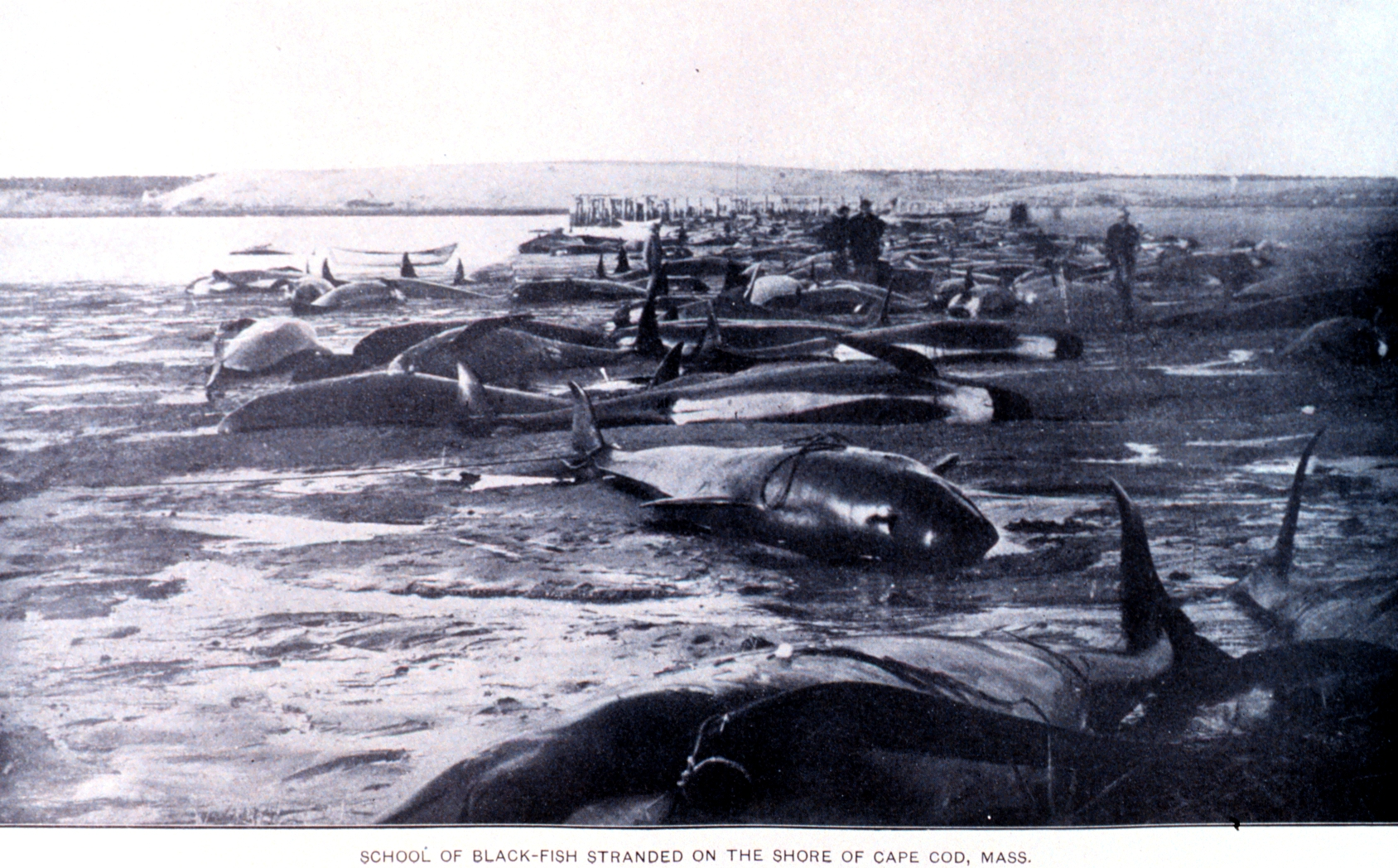
Um encalhamento em massa de baleias-piloto na costa do cabo Cod em 1902.

Os arrojamentos são circunstâncias em que animais marinhos invertebrados ou vertebrados (sendo estes casos mais conhecidos, essencialmente cetáceos, pinípedes, lontras e tartarugas marinhas) ficam encalhados na costa. Os animais arrojados podem encontrar-se mortos, em vários estados de decomposição, ou mais raramente, vivos. Quando vivos, os animais apresentam normalmente comportamentos fora do comum devido ao stress causado pela própria condição de arrojamento.

## Tipos
Existem três tipos principais de arrojamentos: 
- Arrojamentos individuais- ocorrem aquando o arrojamento de apenas um indivíduo, sendo o tipo de arrojamento mais frequente (dependendo do local geográfico e época do ano em questão);
- Arrojamentos em massa - circunstâncias em que encalham na costa dois ou mais indivíduos;
- Eventos de mortalidade anormal - casos em que arrojam números anormalmente elevados de indivíduos, envolvendo por vezes populações inteiras.

## Causas
As causas de arrojamentos podem ser naturais ou antropogénicas.
Dentro das causas naturais estão doenças infecciosas e parasitas, falta de alimento (associada, por exemplo, a fenómenos oceanográficos e climatéricos), intoxicação (associada a biotoxinas produzidas por "blooms" algais), condições climatéricas ou fenómenos oceanográficos anormais e comportamento dos próprios animais. 
Quanto às causas antropogénicas, variam entre a exposição a poluentes, ingestão de detritos (sacos de plástico, no caso das tartarugas marinhas), o contacto directo (choques com embarcações ou redes, por exemplo) e som artificial (associado a sondas e sonares). O impacto destas causas nos animais podem deixá-los confusos, debilitados, ou até matá-los instantaneamente, provocando futuramente o arrojamento. 
Porém, as causas dos arrojamentos nem sempre são determinadas. 

## Distribuição
Os arrojamentos ocorrem um pouco por todo o mundo, com distribuições dependendo das causas e tipo de arrojamento, da época do ano e da distribuição das próprias espécies. 

## Utilidade
Os arrojamentos são bastante úteis para estudos das próprias espécies (biologia e ecologia) e conservação destas. Inclusivamente, existem espécies das quais toda a informação existente é proveniente de arrojamentos. 
Após a recolha do animal arrojado, este é levado para laboratório sendo submetido a um exame post mortem, para recolha de informações biológicas (anatómicas, morfológicas, fisiológicas, patológicas, toxicológicas) a partir do cadáver.
Através dos arrojamentos é também possível obter informações acerca da distribuição mundial e migração da espécie em questão, comparando com os locais em que esta habitualmente é avistada ou mesmo com outros casos de arrojamentos. No caso dos animais serem encontrados vivos e podendo ser tratados e reabilitados em centros de reabilitação em terra, posteriormente podem ser instalados transmissores de modo a recolher informação da deslocação do animal, através de satélites.
Em termos de conservação das espécies (essencialmente nas espécies mais sensíveis, como é o caso dos cetáceos), os dados recolhidos por arrojamentos podem também ser interiorizados de modo a proporcionar a estipulação de novas medidas de conservação e protecção, ou a melhor adequação das presentes, das espécies em causa. 
Através da análise de dados recolhidos por arrojamentos é também possível obter informações indirectas sobre o estado dos ecossistemas (poluentes, contaminantes), dos stocks de organismos predados pelas espécies arrojadas.

## Organizações e campanhas
Existem espalhadas no mundo inteiro organizações e associações especializadas na recolhas de animais arrojados e, caso possível, recuperação e reintrodução destes no habitat natural. Os objectivos gerais destas organizações são aumentar as infra-estruturas de reabilitação dos animais arrojados, formação de corpos técnicos especializados, recolha de informação para fins científicos e educacionais, minimização das ameaças de arrojamento de animais marinhos e das possíveis ameaças de arrojamentos para a segurança e saúde das pessoas. 
Exemplos deste tipo de organizações são, internacionalmente “ La Sociedad para el Estudio de los Cetáceos en el Archipiélago Canario (SECAC)”, a “Marine Mammal Stranding Center”. Em Portugal, estão entre estas instituições a Rede Nacional para a Recuperação de Mamíferos Marinhos, a Rede de Arrojamentos de Cetáceos dos Açores (RACA). 
Através de campanhas e iniciativas, estas instituições incitam à sensibilização da população e voluntariado, de modo a apelar à protecção destas espécies. Exemplos deste tipo de campanhas são “Participate in the Puget Sound Vashon Hydrophone project”, “Help clean up our beaches” do American Cetacean Society (ACS).